# Reyrol

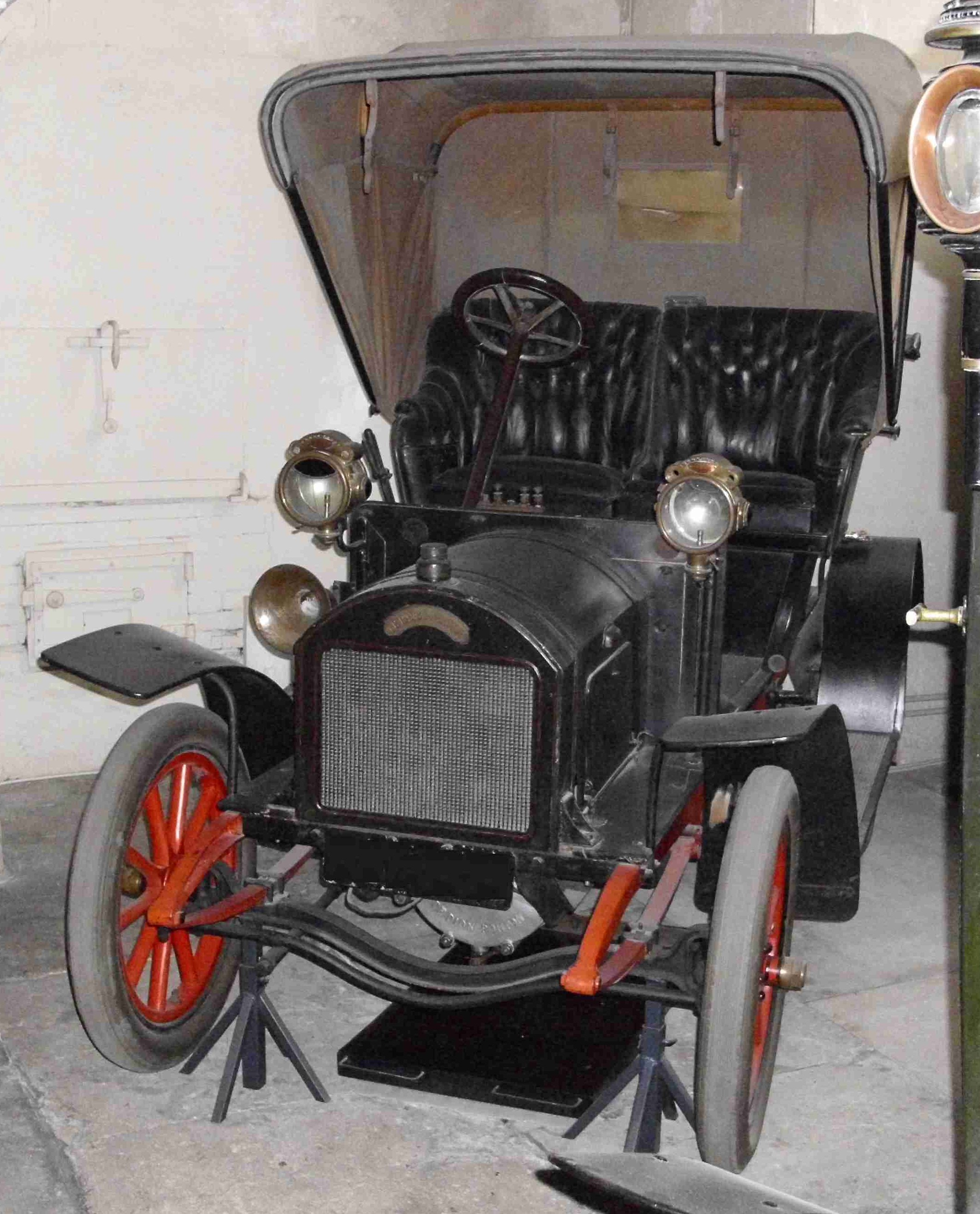
Reyrol von 1907

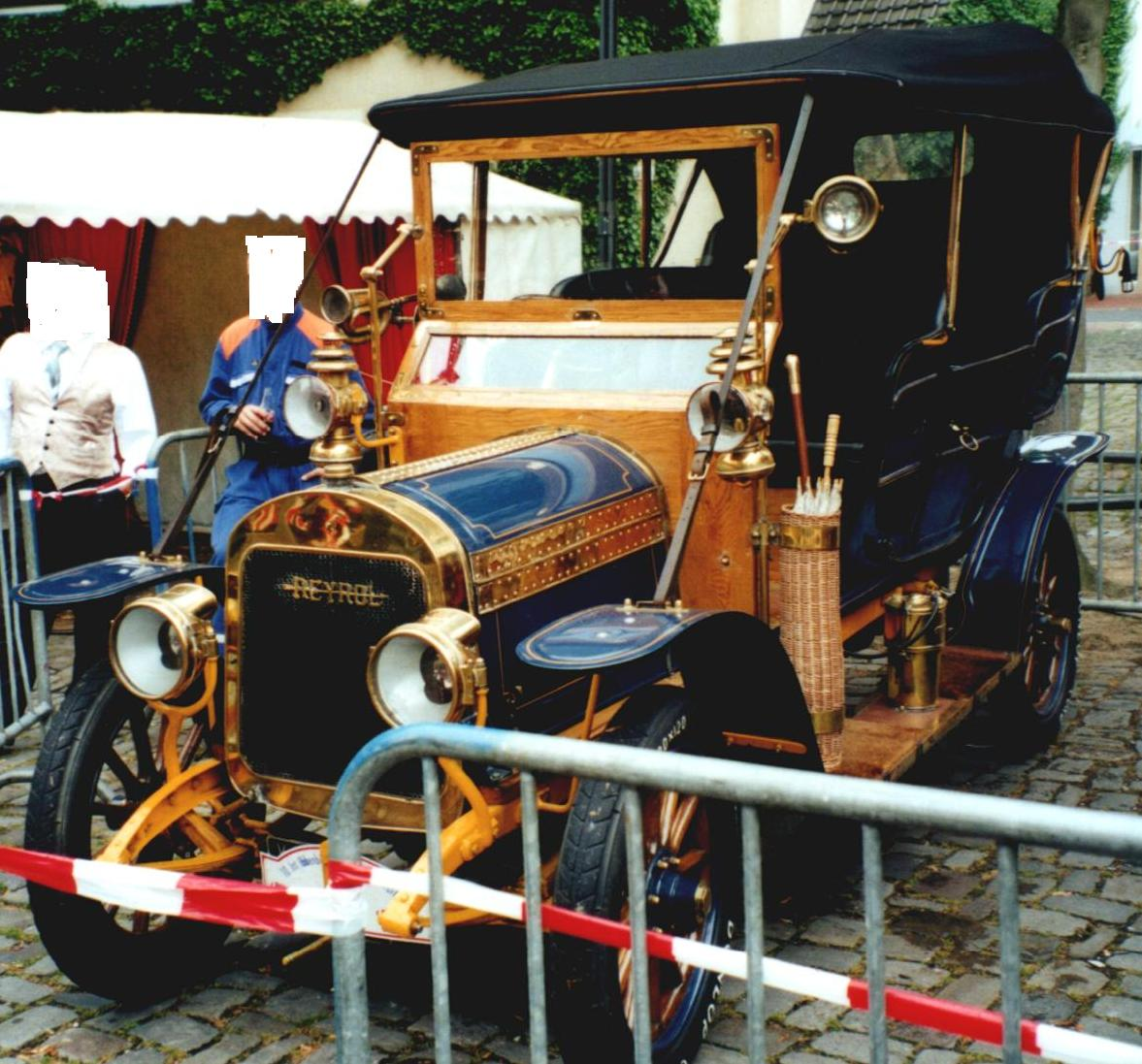
Reyrol von 1909

Die Société des Automobiles Reyrol war ein französischer Hersteller von Automobilen.

## Unternehmensgeschichte
Das Unternehmen wurde 1901 in Neuilly-sur-Seine zur Produktion von Automobilen gegründet. Der Markenname lautete Reyrol. 1907 erfolgte ein Umzug nach Levallois-Perret. 1930 endete die Automobilproduktion. Als Reparaturwerkstatt war das Unternehmen bis in die frühen 1950er Jahre aktiv.

## Fahrzeuge
Die ersten Modelle besaßen ein Chassis aus Holz und kleine Einzylinder-Einbaumotoren von Aster oder De Dion-Bouton. 1905 kamen die Modelle 4 ½ CV mit einem Motor von De Dion-Bouton und 6 CV mit einem Motor von Buchet mit 785 bis 942 cm³ Hubraum heraus. 1907 kam ein Vierzylindermodell mit 2000 cm³ Hubraum dazu. Ab 1908 gab es die Modelle Passe-Partout 12/14 CV und 12/16 CV. Ab 1909 gab es nur noch Vierzylindermodelle mit Hubräumen von 1500, 1700, 2100, 2300 und 2700 cm³.
Nach dem Ersten Weltkrieg wurden zunächst ventillose Vierzylindermodelle mit Motoren von Chapuis-Dornier mit bis zu 2100 cm³ Hubraum produziert. 1924 folgte ein Modell mit 2300 cm³ Hubraum und 1924 ein Kleinwagen mit 1200 cm³ Hubraum. Ab 1926 gab es neben einem Modell mit 1500 cm³ Hubraum das Frontantriebsmodell Passe-Partout, dessen Motor 1100 cm³ Hubraum besaß.
- 12 HP, 2120 cm³ Hubraum, 75 mm Bohrung, 120 mm Hub, Dreiganggetriebe, Radstand  kurz 2750 mm, Radstand Mittel 2850 mm, Radstand lang 2950 mm, Spurweite 1300 mm.
- 14 HP, 2297 cm³ Hubraum, 75 mm Bohrung, 130 mm Hub, Dreiganggetriebe, Radstand  kurz 2850 mm, Radstand Mittel 2950 mm, Radstand lang 3050 mm, Radstand extra lang 3150 mm, Spurweite 1300 mm.
- 14 HP, 4253 cm³ Hubraum, 95 mm Bohrung, 150 mm Hub, Dreiganggetriebe, Radstand  3150 mm, Spurweite 1300 mm.[4]

Ein Fahrzeug dieser Marke ist im Musée National de la Voiture du Tourisme in Compiègne in Frankreich zu besichtigen.

## Motorenlieferungen
Immermobil verwendete Motoren von Reyrol.